# 岩沼市民バス
岩沼市民バス（いわぬましみんバス）は、宮城県岩沼市が運行するコミュニティバス（自治体バス）である。かつては「iBUS（あいばす）」の愛称が付けられていた。
運行はミヤコーバス（名取営業所）に委託している。過去には宮交バスシステムに委託していた。

## 沿革

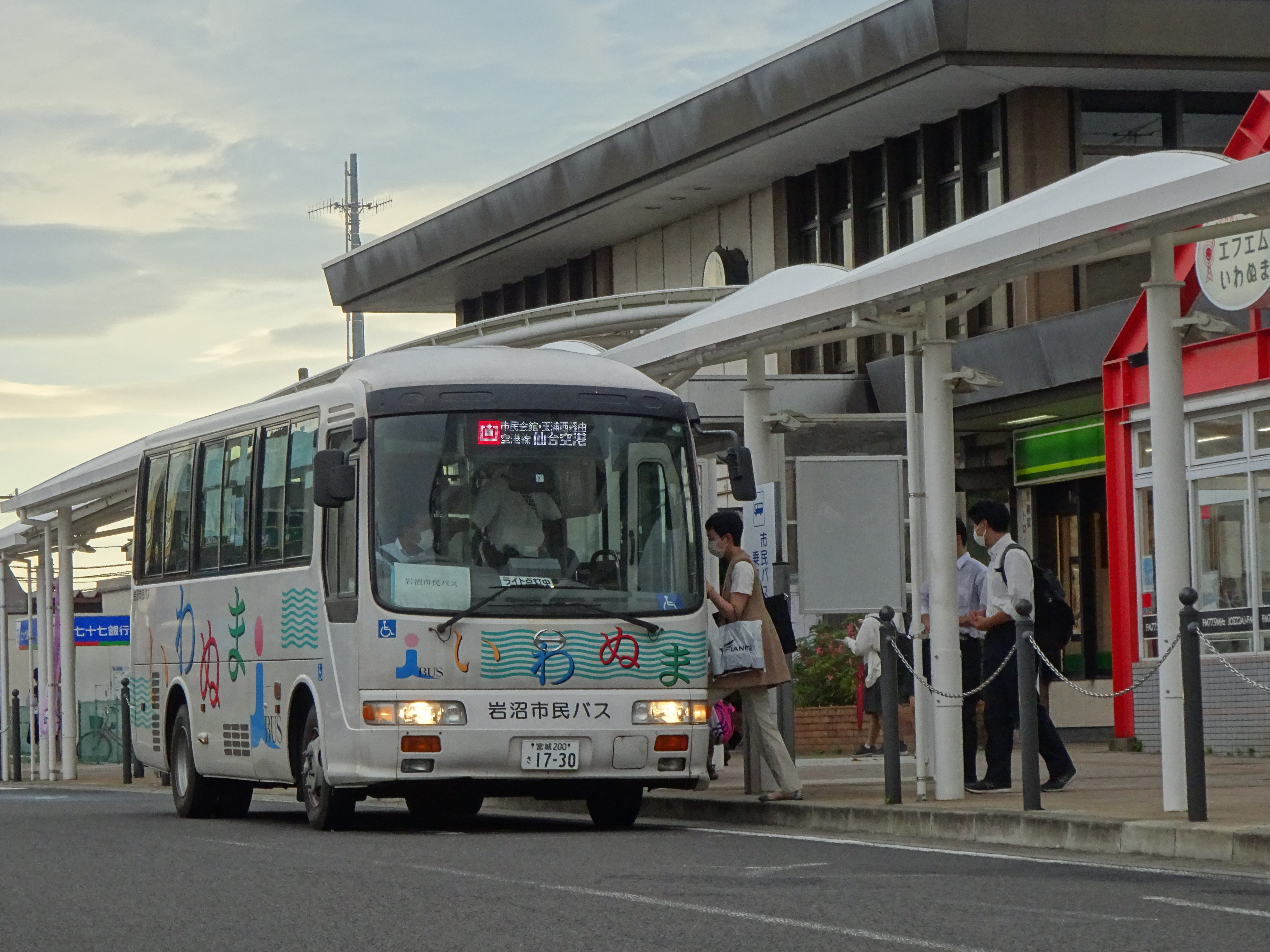
市所有の車両で運行されていた頃の空港線（岩沼駅東口にて）

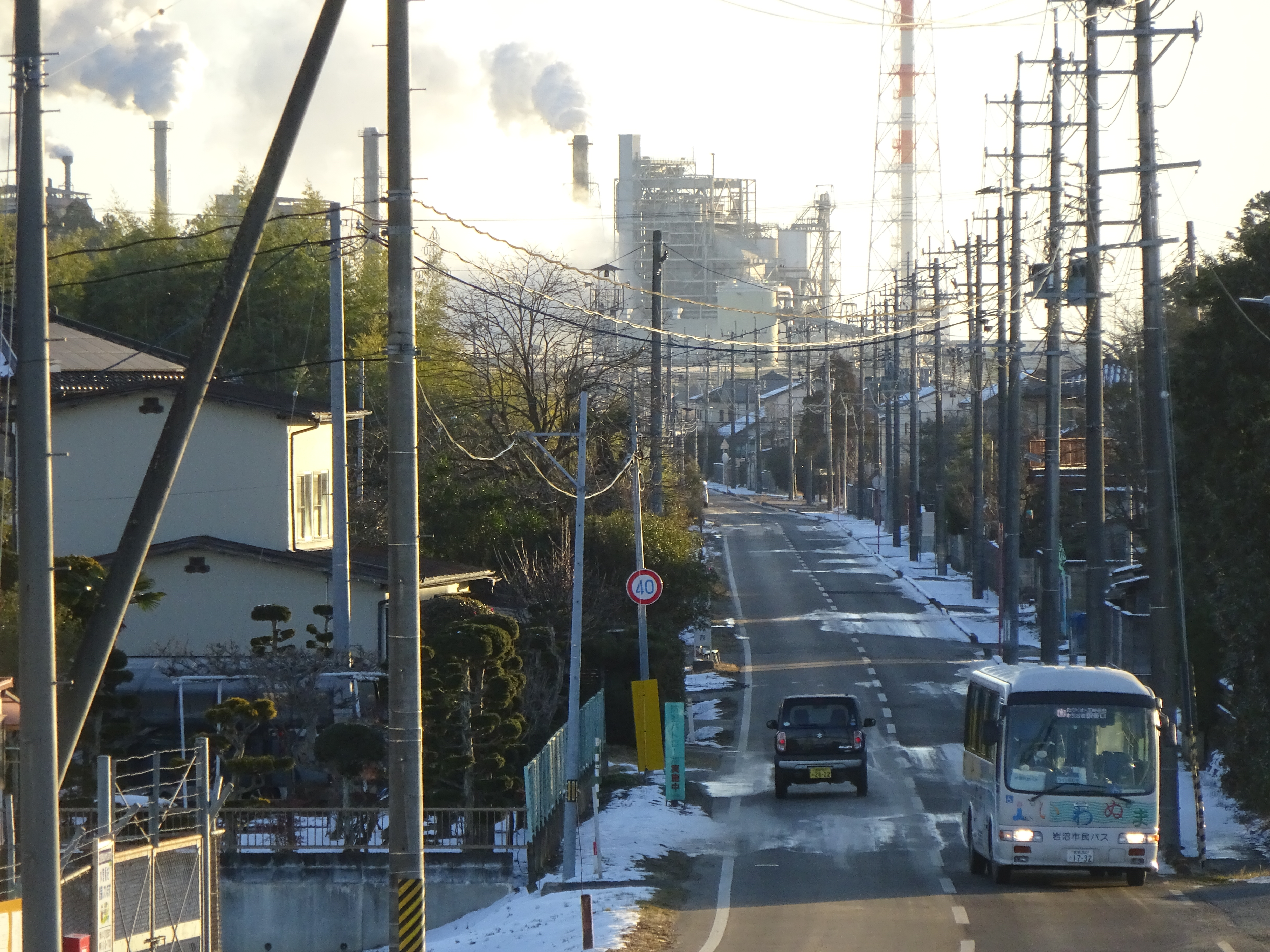
市所有の車両で運行されていた頃の南長谷線（玉崎西付近にて）

- 1999年（平成11年）4月1日 - 宮城交通名取営業所および宮交バスシステム本社営業所の市内廃止路線を再編し、5路線で運行開始。車両は日野・リエッセ4台と日野・レインボーRJ1台の新規導入車5台であった。
- 2001年（平成13年） - 1台増車（日産ディーゼル・スペースランナーRMを新規導入）。
- 2007年（平成19年）4月  - 1台増車（宮城交通名取営業所より、いすゞ・ジャーニーKが移籍。）
- 2009年（平成21年）8月 - 新しく日野・リエッセ4台と、日野・レインボーII2台を導入し、既存車両を置き換え。スペースランナーRMは2001年導入のため残された。
- 2011年（平成23年）
  - 3月11日 - 東日本大震災発生に伴い全線運休。空港線などの駅東側の運行経路は津波被害により長期間通行不能になる。
  - 4月1日 - 被災していない路線の運行を再開[4]。
- 2018年（平成30年）3月12日 - 運行体系を再編するとともに運賃を改定[5][6]。
- 2023年（令和5年）4月1日 - この日より市所有の車両とバス事業者（ミヤコーバス）所有の車両が混在しての運行となる。それに伴い乗降方式を前乗り中降り前払いから中乗り前降り後払いに変更[7]。
- 2024年（令和6年）
  - 3月31日 - 震災復興路線「矢野目線」「新浜線」の運行を終了[8]。
  - 4月1日 - ダイヤ改正。一部路線名およびバス停名を変更。一部路線を急行便とし、平日朝夕の通勤通学時間帯のみの運行とする[9]。

## 運賃
2018年3月12日改定。
- 1乗車200円、小中学生及び70歳以上100円  ※毎年9月1日から30日までは、大人1乗車100円
- 1日フリー乗車券：400円
- 定期券は全路線共通で、1か月、3か月、6か月用がある。

## 路線
2024年4月1日現在、以下の7路線がある。年末年始（12月31日 - 1月2日）は全路線が運休となる。
（旧）駅東・中央循環線
- [東1] 駅東/相の原方面循環線：岩沼駅東口→相の原→東北電力岩沼前→岩沼駅東口
- [東2] 駅東/里の杜・藤浪方面循環線：岩沼駅東口→総合南東北病院前→市民会館→里の杜→竹駒神社前→市民図書館前→岩沼駅東口
- [東3] 駅東/ 吹上方面循環線：岩沼駅東口→竹駒神社西→南児童遊園前→吹上三丁目→南小学校前→竹駒神社前→中央一丁目→岩沼駅東口
- [東4] 駅東/里の杜・市役所方面循環線：岩沼駅東口→総合南東北病院前→市民会館→岩沼市役所前→中央一丁目→岩沼駅東口
  - 各便とも1→2→3→4の順に通し運行となる。

（旧）東西循環線
- [西1] 駅西/平等・三色吉方面循環線：岩沼駅西口→たけくま東→岩沼西コミュニティセンター→松ヶ丘→平等団地→西中学校前→金蛇水神社→西中学校前→平等団地→松ヶ丘→岩沼西コミュニティセンター→たけくま西→岩沼駅西口
- [西2] 駅西/平等・里の杜方面循環線：岩沼駅西口→西小学校前→松ヶ丘→緑の里クリニック前→平等団地→西中学校前→あさひ野二丁目→栄町→岩沼駅東口→総合南東北病院前→市民会館→岩沼市役所前→市民図書館入口（二木の松前）→岩沼西コミュニティセンター→松ケ丘→西小学校前→岩沼駅西口
  - 各便とも1→2の順に通し運行となる。

東西線
- いわぬまひつじ村 - 玉浦小学校前 - 玉浦西一丁目 - 前条 - 押分団地前 - 総合南東北病院前 - 岩沼駅東口 - 亀塚跨線橋東 - 名取高校前 - 岩沼駅西口 - 西小学校前 / 岩沼西コミュニティセンター - 岩沼高等学園正門前 - グリーンピア岩沼
  - フリー区間：いわぬまひつじ村 - 前条、岩沼高等学園正門前 - グリーンピア岩沼

### 急行便（平日限定）
大師線
- 岩沼駅西口 - 西小学校前 - 平等団地 - 西中学校前 - 三色吉北 - 大師
  - フリー区間：三色吉北 - 大師

 南長谷線
- 岩沼駅東口 - 南児童遊園前 - 大昭和 - 玉崎 - 根方 - 岩沼高等学園正門前 - 緑の里クリニック前
  - フリー区間：大昭和 - 玉崎、根方 - 緑の里クリニック前

 空港線
- 岩沼駅東口 - 総合南東北病院前 - 玉浦西一丁目 - 矢野目 - （ ← 臨空工業団地：岩沼駅東口行のみ経由）航空大学校前 - 仙台空港
  - フリー区間：玉浦西一丁目 - 谷地 / 関迎

 玉浦線
- 岩沼駅東口 - なかやま整形外科前 - 寺島 - 南浜中央病院
  - フリー区間：なかやま整形外科前 - 寺島

## 過去の路線

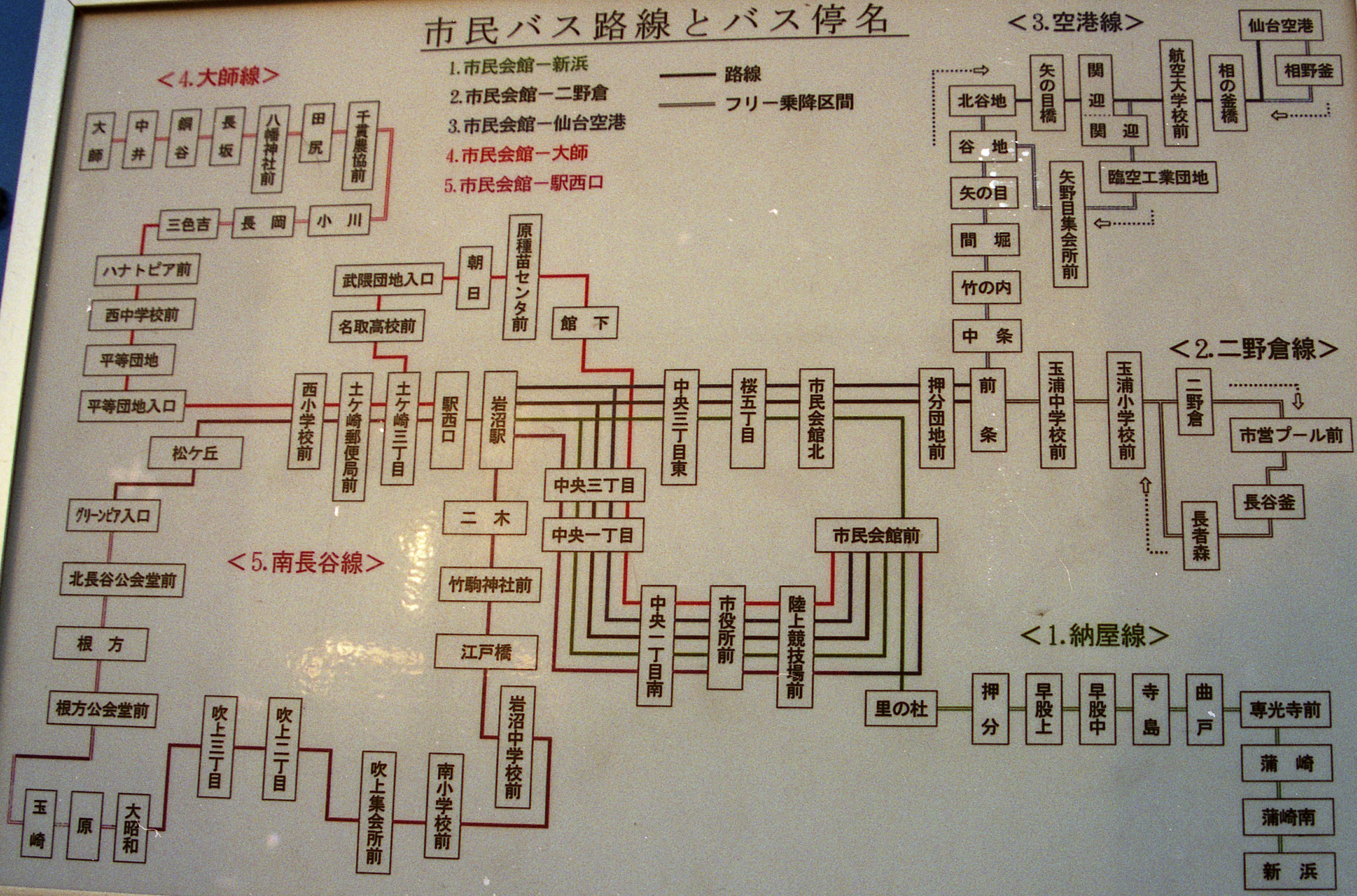
運行開始当時の路線図

2018年3月11日までは以下の7路線を運行していた。 ※ - （ ）は不経由便あり。年末年始 (12/31 - 1/2) は全路線運休。
大師線
- 市民会館前 - 中央一丁目 - 土ヶ崎北 - 名取高校前 - 駅西口 - （武隈） - 西小学校前 - 平等団地入口 - 平等団地 - ハナトピア前 - 大師

南長谷線
- 市民会館前 - 中央一丁目 - 岩沼駅前 - 二木 - 南小学校前 - 大昭和 - 玉崎西 - 根方 - （グリーンピア岩沼） - グリーンピア入口 - 松ケ丘 - 西小学校前 - （武隈） - 駅西口

西部線
- 市民会館前 - 中央一丁目 - 岩沼駅前 - 土ヶ崎北 - ハナトピア前 - 大窪 - ハナトピア前 - 平等団地 - （グリーンピア岩沼） - 松ケ丘 - 西小学校前 - 駅西口

東部線
- 市民会館前 - 中央一丁目 - 岩沼駅前 - 市民会館北 - 前条 - 玉浦中学校前 - 寺島 - 押分 - 市民会館前
- グリーンピア岩沼 - グリーンピア入口 - 武隈 - 中央一丁目 - 岩沼駅前 - 市民会館北 - 前条 - 玉浦中学校前 - 寺島 - 押分 - 市民会館前
  - グリーンピア岩沼系統は日祝の一部のみ。
  - 東日本大震災以前は二野倉線と称し、玉浦中学校以東の藤曽根まで運行していた。

空港線
- 市民会館前 - 中央一丁目 - 岩沼駅前 - 市民会館北 - 前条 - 谷地 - 新田（空港行）／矢野目集会所前（空港発） - 関迎 - 相野釜橋 - 仙台空港
- グリーンピア岩沼 - グリーンピア入口 - 武隈 - 中央一丁目 - 岩沼駅前 - 市民会館北 - 前条 - 谷地 - 新田（空港行）／矢野目集会所前（空港発） - 関迎 - 相野釜橋 - 仙台空港
  - グリーンピア岩沼系統は日祝の一部のみ。

納屋線
- 市民会館前 - 中央一丁目 - 岩沼駅前 - 市民会館北 - 市民会館前 - 押分 - 寺島 - 新浜

南北線
- 市民会館前 - 阿武隈 - 中央一丁目 - 岩沼駅前 - 中央三丁目北 - 北中学校前 - 梶橋 - 中央三丁目北 - 岩沼駅前 - 中央一丁目 - 阿武隈 - 市民会館前
- 市民会館前 - 阿武隈 - 中央一丁目 - 岩沼駅前 - 中央三丁目北 - 北中学校前 - 梶橋 - 中央三丁目北 - 岩沼駅前 - 二木 - 武隈 - グリーンピア岩沼 - 松ケ丘 - 駅西口

### 震災復興路線
上記のほか、岩沼デマンドタクシー（2018年2月13日運行開始）の車両を用いて、以下の2路線を運行していた。1回乗車200円、土曜日・日曜日・祝日および年末年始は運休。2024年3月31日をもって運行終了。
- 矢野目線：岩沼駅東口 - 桜五丁目 - 押分団地前 - 前条 - 竹の内 - 矢野目 - 北谷地
- 新浜線：岩沼駅東口 - 桜五丁目 - 里の杜 - 早股中 - 曲戸 - 新浜

## 車両
現行車両
- 日野・リエッセ：4台（2009年導入）
- 日野・レインボーII：1台（2009年導入）
- 日産ディーゼル・スペースランナーRM：2台（2001年導入1台、ミヤコーバスからの移籍車1台）

過去の車両
- 日野・リエッセ：4台（1999年導入）
- 日野・レインボーRJ：1台（1999年導入）
- いすゞ・ジャーニーK：1台（2007年に宮城交通名取営業所から移籍）

2009年の車両代替前は、運行開始時に導入されたリエッセ4台と日野・レインボー1台で、いずれも登録番号は希望ナンバー・抽選ナンバーで1 - 5の連番であった。
2007年には宮城交通名取営業所からいすゞ・ジャーニーKが1台移籍して使用された。かつては車両検査時等は宮城交通または宮交バスシステム（現：ミヤコーバス）名取営業所所属の中型車が代走に入ることがあったが、ジャーニーKの移籍後は代走の機会が減った。
ただし、自治体所有の自家用自動車による有償運送では本来、車両検査時等の代替車両は自治体側で準備する必要があり、他の自治体で同様に受託事業者が緑ナンバー車両で代替車両運行を行っていた例が全て是正されたため、今後は営業用ナンバー（緑ナンバー）の車両での代走は行われない。車両検査時は市がレンタカーのマイクロバスを手配して市民バス車両として運行しており、市民バスのページにもその旨が記載されていた。
2023年4月より、市所有の車両とバス事業者所有の車両が混在して運行されるようになったため、ミヤコーバス所有の車両も市民バスとして運行している。

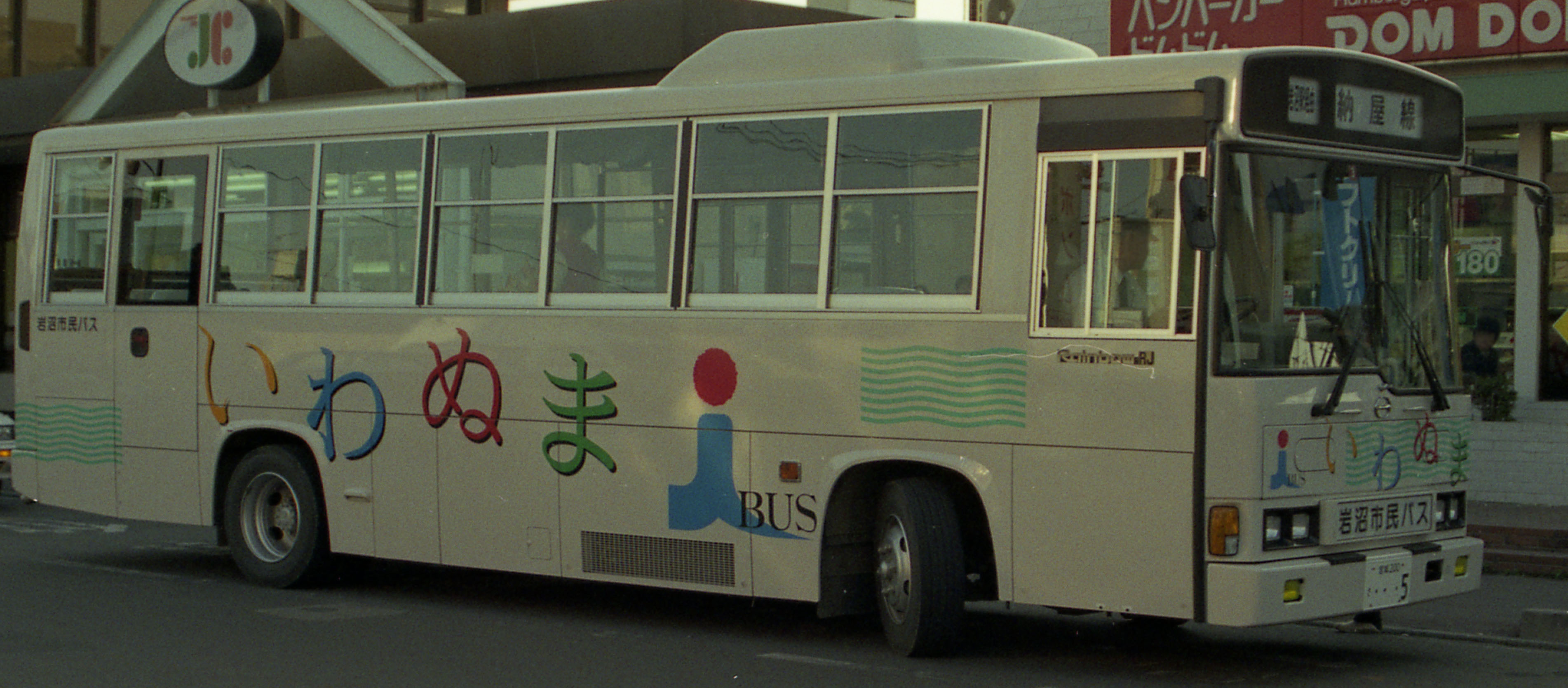
1999年当時の車両 日野・レインボーRJ
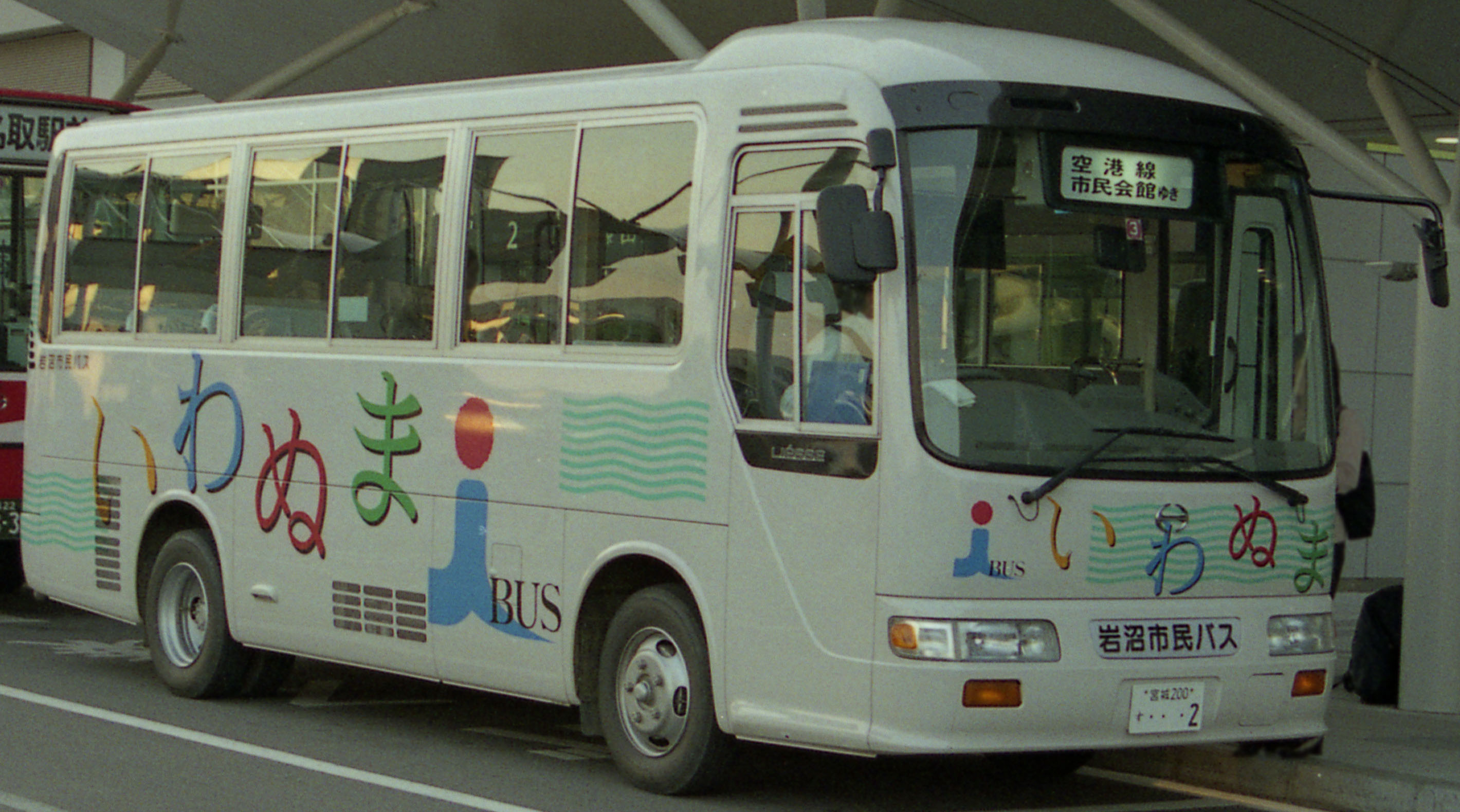
1999年当時の車両 日野・リエッセ
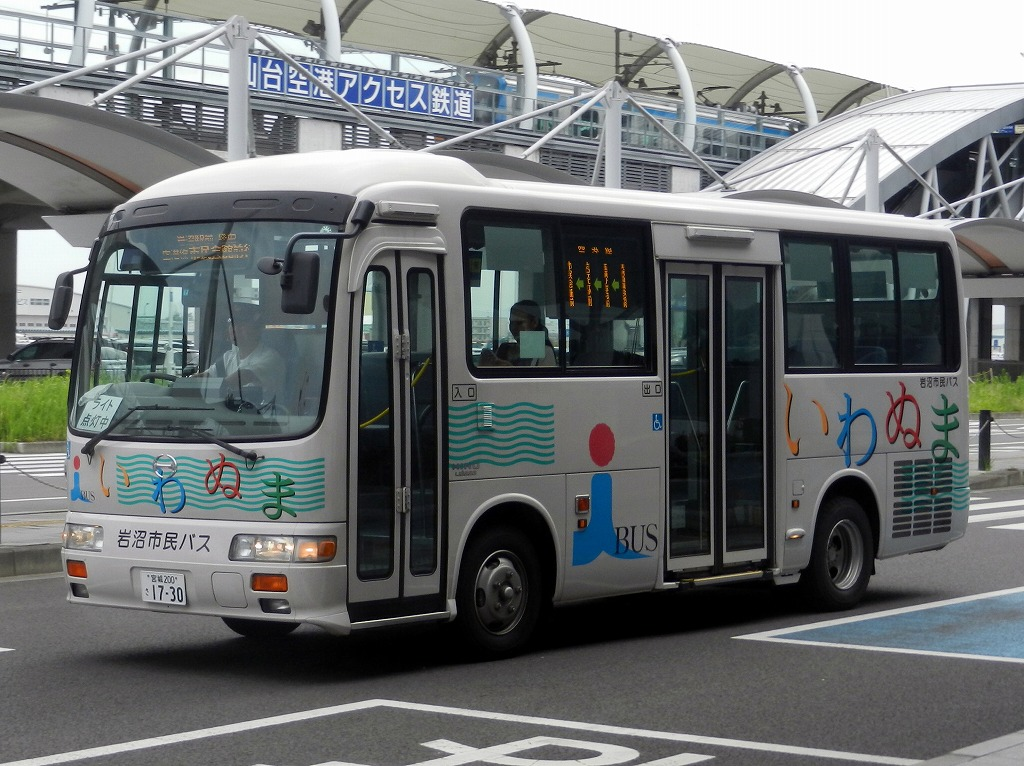
2009年に更新された車両。現在はiバスカラーのままミヤコーバス籍となり、営業ナンバーに変更されている。 日野・リエッセ
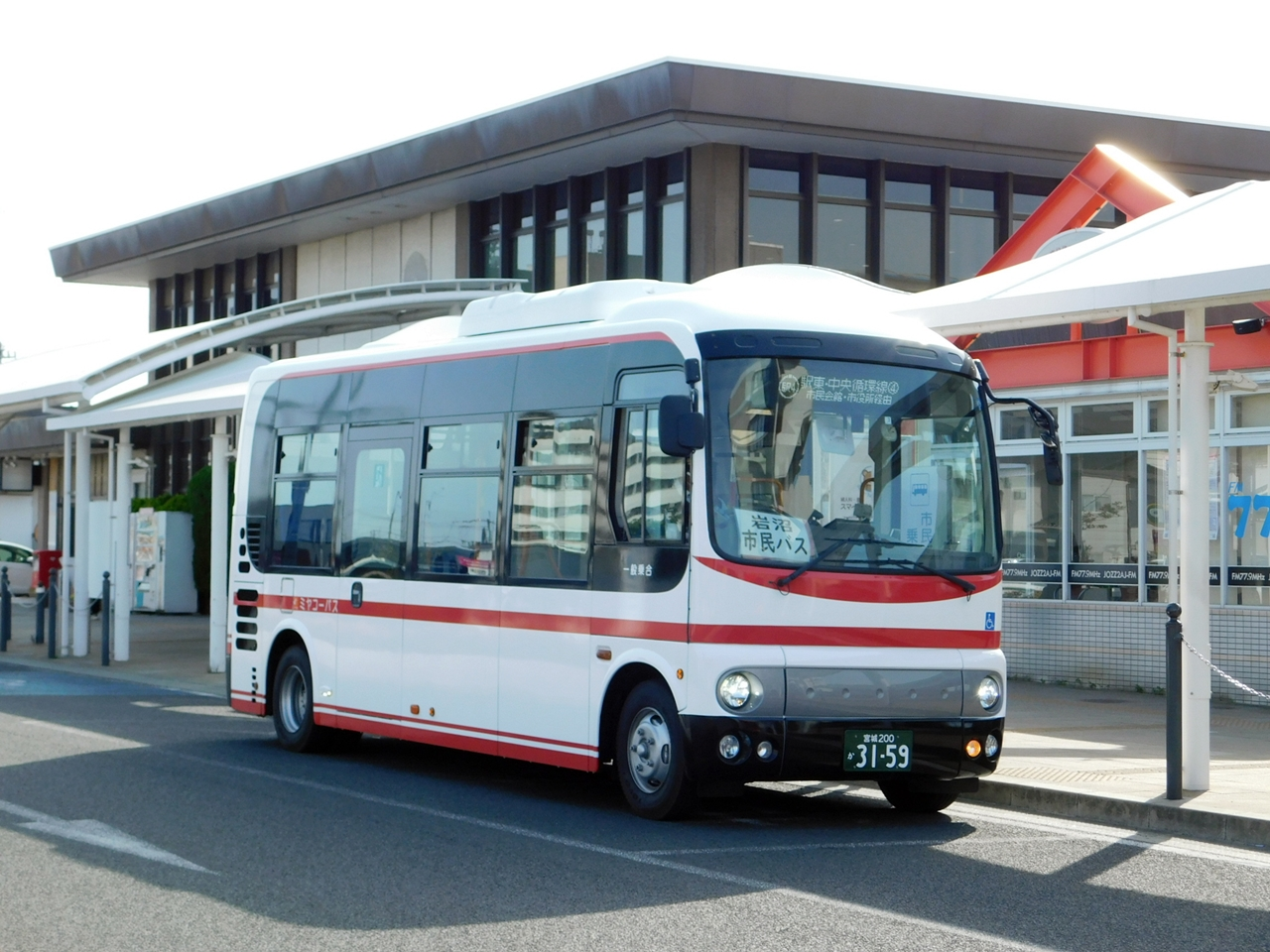
2023年度から運用されているミヤコーバス色の車両の一例 日野・ポンチョ